# 納因

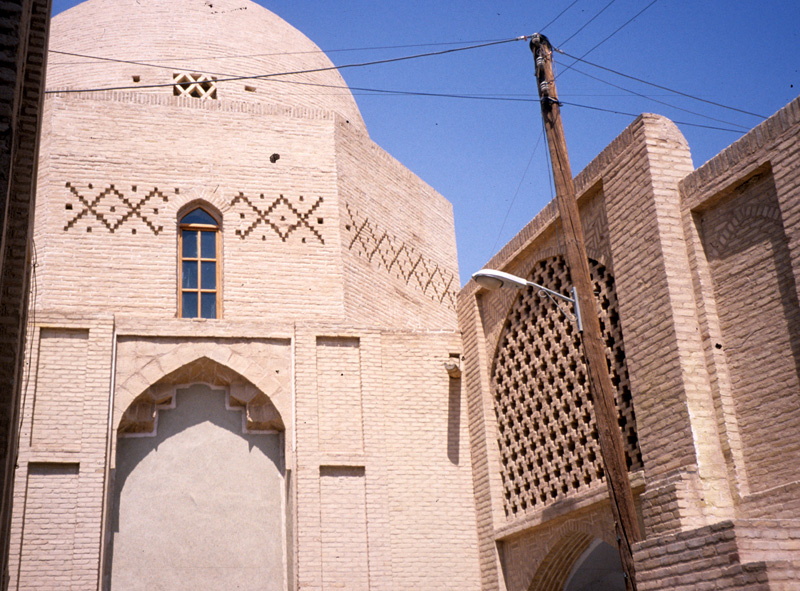
奈因的贾迈清真寺

納因（波斯語：‎, ），一作奈因，是伊朗的城市，位於該國中部卡尚和亞茲德之間，由伊斯法罕省負責管轄，海拔高度1,560米，2006年人口24,424。伊朗最古老的清真寺之一，贾迈清真寺 (奈因)位于该市，该清真寺始建于公元9世纪的白益王朝时期，当时奈因是白益王朝的中心城市之一。

## 外部連結
- Isfahan East News Agancy （页面存档备份，存于）
- NaeinNews.ir
- Pictures of Naein and its vicinity townships （页面存档备份，存于）
- Photographs of Nā'in:

— Nā'in: (1) （页面存档备份，存于）, (2) （页面存档备份，存于）.
— Masjed-e Jāme'eh Nā'in: (1) （页面存档备份，存于）, (2) （页面存档备份，存于）, (3) （页面存档备份，存于）, (4) （页面存档备份，存于）, (5) （页面存档备份，存于）, (6) （页面存档备份，存于）, (7) （页面存档备份，存于）, (8) （页面存档备份，存于）.
— The Anthropological Museum of Nā'in: (1) （页面存档备份，存于）, (2) （页面存档备份，存于）.